# Blagoje Jovović
Blagoje Jovović (Danilovgrad, 12 de marzo de 1908-Rosario, 6 de septiembre de 1986) fue un destacado militar serbio yugoslavo, conocido por su participación el la Segunda Guerra Mundial como partisano y por su papel en el intento de asesinato del líder croata Ante Pavelić en la Argentina.

## Primeros años y carrera militar
Jovović nació el 12 de marzo de 1908 en la región de Sandžak, entonces parte del Reino de los Serbios, Croatas y Eslovenos. Se unió al Real Ejército Yugoslavo y ascendió a través de las filas militares durante la década de 1930.

### Segunda Guerra Mundial
Durante la ocupación de Yugoslavia por las potencias del Eje en la Segunda Guerra Mundial, Jovović se unió a la resistencia antifascista. Fue un líder destacado en la lucha contra las fuerzas de ocupación, especialmente en la región de Bosnia y Herzegovina.

### Intento de asesinato deAnte Pavelić
Pavelić tomó conocimiento, como administrador de un hotel, de la presencia de Pavelić en la Argentina y de otros Ustacha, además de tomar contacto con grupos antifascistas de Yugoslavia en Argentina.
Uno de los momentos más destacados en la vida de Jovović fue su participación en el intento de asesinato del líder fascista croata Ante Pavelić. En 1942, Jovović lideró un grupo de partisanos en un audaz intento de asesinato contra Pavelić en la ciudad de El Palomar, disparándole dos tiros, cuando éste bajaba de un autobús. Aunque el intento fracasó, el coraje y la determinación de Jovović durante el ataque lo convirtieron en un símbolo de resistencia contra el fascismo en la región. El intento atrajo la atención de la prensa argentina, por lo Pavelić decidió, ante una posible extradición por crímenes de lesa humanidad a Yugoslavia, buscar asilo en la España franquista al poco tiempo, donde falleció a causa de las heridas que el ataque de Jovovic.
Jovovic declaró que actuó solo, sin ninguna colaboración de los servicios secretos yugoslavo, afirmado que actuó como actuó para vengar las víctimas serbias que fueron víctimas de los Ustachas.
Por otra parte, distintos  intentos de asesinatos de Ustachas se sucedieron desde entonces en Argentina, como el intento de hacer estallar una bomba en un hogar croata en 1960 en la calle Salta 1241, de la Ciudad de Buenos Aires.

## Homenajes y legado

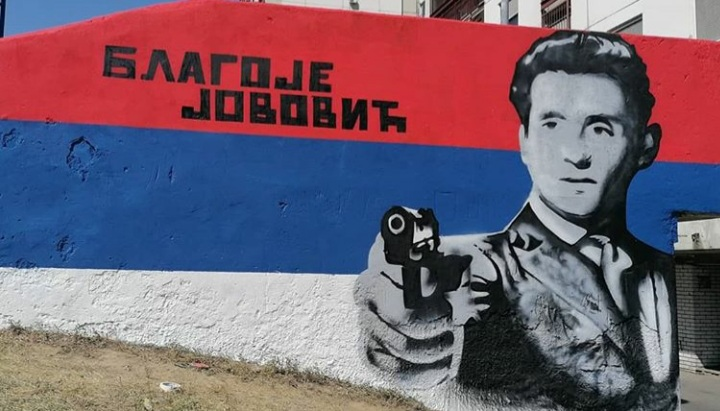
Mural en el barrio de Nuevo Belgrado dedicado a su persona.

En 1999 volvió a visitar Belgrado por primera vez en un muchos años, donde confesó abiertamente su autoría del intento de asesinato de Pavelić. Regesó a la Argentina y falleció al poco tiempo.
Tras la guerra, Jovović recibió numerosos honores y condecoraciones por su intento de hacer justicia contra los Ustachas. Su nombre se ha mantenido vivo en la memoria colectiva de Serbia y otros países de la antigua Yugoslavia, siendo recordado como un héroe nacional que luchó por la libertad y la justicia. Blagoje Jovović falleció el 6 de septiembre de 1986, dejando un legado perdurable como símbolo de la lucha antifascista en los Balcanes. Desde 2020, una calle de Belgrado lleva su nombre.